# Samy Gharbi
 (juillet 2022).
Il peut être nécessaire de l'améliorer pour respecter le principe de neutralité de point de vue. Veuillez consulter la page de discussion pour plus de détails.

Samy Gharbi, né le 16 octobre 1985 à Paris, est un acteur français connu pour son rôle récurrent dans la série Demain nous appartient, diffusée depuis l'été 2017 sur la chaîne française TF1.

## Biographie
Amateur de cinéma et d'arts martiaux, Samy Gharbi pratique le kick-boxing, le kung-fu et la gymnastique dès l'âge de 5 ans.  
En parallèle, il prend des cours d’art dramatique à l’école de théâtre L’Éponyme.
À 18 ans, il est remarqué par le cascadeur et chorégraphe Cyril Raffaelli, ce qui lui permet de faire ses premiers pas au cinéma en tant que cascadeur, comme doublure de Jamel Debbouze dans le film Angel-A de Luc Besson.
Toutefois, une blessure au genou compromet sa carrière de cascadeur.
Il s’investit d’autant plus au théâtre et décroche alors ses premiers rôles en tant qu'acteur.
En 2011, il partage l’affiche du Blockbuster Bollywood Aazaan (en) aux côtés d’Amber Rose Revah, Candice Boucher et Sarita Choudhury.
Depuis juillet 2017, il endosse le rôle du capitaine de police Karim Saeed dans la série Demain nous appartient aux côtés d'Ingrid Chauvin, Anne Caillon, Frédéric Diefenthal, Kamel Belghazi, Maud Baecker et Lorie Pester ; il a rencontré cette dernière un an plus tôt sur le tournage du téléfilm Meurtres à Grasse.

## Filmographie

### Longs-métrages
- 2005 : Angel-a de Luc Besson
- 2008 : From Paris with Love de Pierre Morel
- 2009 : Banlieue 13 : Ultimatum de Pierre Morel
- 2011 : Aazaan (en) de Prashant Chadha : Malak
- 2016 : La Chute des hommes de Cheyenne Carron : Mounir

### Télévision

#### Séries télévisées
- 2008 : Ben et Thomas, série créée par Mike Horelick et Jon Carnoy : Jean Verne
- 2008 : Pas de secrets entre nous, épisode 7 réalisé par Christian Mouchart et Patrick Tringale : DJ Doc K
- 2014 : Alice Nevers, le juge est une femme, épisode La Loi de la jungle réalisé par Julien Zidi : Karim Bader
- Depuis 2017 : Demain nous appartient, série créée par Frédéric Chansel, Laure de Colbert, Nicolas Durand-Zouky, Éline Le Fur, Fabienne Lesieur et Jean-Marc Tab : Karim Saeed (épisodes 1 à 516 & 612 à ...)
- 2020 : Nina, épisode 55, Crash, réalisé par Jérôme Portheault : Redwane
- 2025 : Rien ne t'efface de Jérôme Cornuau : docteur Halawi

#### Téléfilms
- 2016 : Meurtres à Grasse de Karim Ouaret : Maxime Mournel
- 2017 : Quand je serai grande, je te tuerai de Jean-Christophe Delpias : Lieutenant David Roman
- 2019 : Demain nous appartient : Le Piège de Thierry Peythieu
- 2021 : Mise à nu de Didier Bivel : Maitre Chelko
- 2023 : Le Secret de la grotte de Christelle Raynal : Riad Lekcir

## Théâtre
- 2006 : Pour Wagner de F. Ferrer[5]
- 2007-2008 : Souffle et détails de F. Ferrer